# Mog Ruith
 (signalé en juin 2025).
Si vous disposez d'ouvrages ou d'articles de référence ou si vous connaissez des sites web de qualité traitant du thème abordé ici, merci de compléter l'article en donnant les références utiles à sa vérifiabilité et en les liant à la section « Notes et références ».
- Archive Wikiwix
- Bing
- Cairn
- DuckDuckGo
- E. Universalis
- Gallica
- Google
- G. Books
- G. News
- G. Scholar
- Persée
- Qwant
- (zh) Baidu
- (ru) Yandex
- (wd) trouver des œuvres sur Wikidata

Mog Ruith, dans la Mythologie celtique irlandaise, est un druide mythique. Il est surnommé le « Serviteur à la Roue » car, en tant que représentation du Dagda, son attribut est la roue cosmique. Cette « roue ramante » (roth ramhach en irlandais) rend sourd quiconque l'entend, entraîne la cécité de celui qui la voit et tue ceux sur qui elle s'abat. Il a une fille, elle-même « druidesse », Tlachtga.

## Mythologie
Le personnage apparaît principalement dans un texte intitulé Forbuis Droma Damhghaire (le Siège de Druim Damhghaire), et qui raconte une expédition guerrière du Ard ri Érenn (roi suprême d'Irlande) Cormac Mac Airt contre la province de Munster qui ne paie pas le « Boroma ». Il s'agit d’un tribut en bétail que les rois de provinces doivent au Ard-ri. Les gens de Munster font appel au druide Mog Ruith, dont la puissante magie leur apporte la victoire. C'est l'un des druides les plus puissants de la mythologie, c'est aussi un guerrier qui a la particularité d'être « aveugle » ; la cécité est une qualité pour certains druides puisqu'elle leur confère le don de voyance. Sa résidence se nomme « Darbre » (ou « Dairbre »), ce qui signifie forêt de chênes.
Les premiers chrétiens irlandais en firent l'instigateur de l'exécution de saint Jean-Baptiste, afin de détruire sa réputation, preuve que le mythe était important.